# Amerikanische Langohrfledermäuse
Die Amerikanischen Langohrfledermäuse (Corynorhinus) stellen eine Gattung innerhalb der Unterordnung der Fledermäuse dar und sind der Familie der Glattnasen (Vespertilionidae) zugeordnet. Sie sind eng mit den (Altweltlichen) Langohrfledermäusen (Plecotus) verwandt und werden manchmal in die gleiche Gattung gestellt.
Diese Fledermäuse erreichen eine Kopf-Rumpf-Länge von 45 bis 70 Millimeter, eine Schwanzlänge von 35 bis 55 Millimeter und ein Gewicht von 5 bis 20 Gramm. Ihr Fell ist braun gefärbt, wobei die Unterseite etwas heller als die Oberseite ist. Namensgebendes Kennzeichen sind ihre bis zu 40 Millimeter langen Ohren, die zahlreiche Querrillen aufweisen und an der Ohrwurzel zusammengewachsen sind.
Amerikanische Langohrfledermäuse sind in Nordamerika und in Mexiko beheimatet, sie leben in verschiedenen Habitaten, meist jedoch in baumbestandenen Gebieten. Als Ruheplätze dienen ihnen leerstehende Gebäude und Höhlen. Sie schlafen in Gruppen von mehreren Dutzend bis zu tausend Tieren, in den meisten Kolonien haben die Weibchen ein deutliches Übergewicht. In der Nacht begeben sie sich auf Nahrungssuche. Ihr Flug ist langsam, sie können aber kurz an einer Stelle in der Luft verweilen, um ihre Beute von Blättern oder Mauern zu picken. Ihre Nahrung besteht ausschließlich aus Insekten.
Während des Winters halten diese Tiere einen kurzen Winterschlaf. Die Paarung erfolgt im Winterquartier, die Befruchtung findet jedoch erst bei wärmerem Wetter statt, so dass die Tragzeit zwischen 56 und 100 Tagen variieren kann. Im April bis Juni kommt ein einzelnes Jungtier zur Welt, das schon nach zwei Monaten entwöhnt wird.
Es werden drei Arten unterschieden:
- Das Townsend-Langohr (Corynorhinus townsendii) lebt im südwestlichen Kanada, im Westen der Vereinigten Staaten und in Mexiko bis Oaxaca. Sie lebt sowohl in trockenen Wüstengebieten als auch in Wäldern.
- Das Mexikanische Langohr (Corynorhinus mexicanus) ist in nahezu ganz Mexiko verbreitet. Ihr bevorzugter Lebensraum sind höhergelegene Wälder.
- Das Rafinesque-Langohr (Corynorhinus rafinesquii) ist im Osten der Vereinigten Staaten (von Indiana und Missouri an ostwärts) zu finden.